# Olympische Sommerspiele 1912/Reiten – Springreiten Mannschaft
Erstmals wurde bei den Olympischen Spielen 1912 ein Mannschaftswettbewerb im Springreiten  ausgetragen. Dieser fand am 17. Juli im Olympiastadion Stockholm statt.

## Ergebnisse
Das Zeitlimit betrug 3:50 min. Die Punktzahlen der besten drei Reiter wurden gezählt.
| Rang  | Nation                                    | Zeit (min)         | Punkte             | Punkte gesamt      |
| Final | Final                                     | Final              | Final              | Final              |
| ----- | ----------------------------------------- | ------------------ | ------------------ | ------------------ |
| 1     | Schweden                                  | Schweden           | Schweden           | Schweden           |
| 1     | Gustaf Lewenhaupt auf Medusa              | 3:36               | 188                | 545                |
| 1     | Gustaf Kilman auf Gåtan                   | 3:45               | 180                | 545                |
| 1     | Hans von Rosen auf Lord Iron              | 3:51               | 177                | 545                |
| 1     | Fredrik Rosencrantz auf Drabant           | 4:03               | 171                | 545                |
| 2     | Frankreich                                | Frankreich         | Frankreich         | Frankreich         |
| 2     | Pierre Dufour d’Astafort auf Amazone      | 3:37               | 185                | 538                |
| 2     | Jacques Cariou auf Mignon                 | 3:38               | 182                | 538                |
| 2     | Ernest Meyer auf Allons-y                 | 3:51               | 171                | 538                |
| 2     | Gaston Seigner auf Cocotte                | 3:26               | 170                | 538                |
| 3     | Deutsches Reich                           | Deutsches Reich    | Deutsches Reich    | Deutsches Reich    |
| 3     | Sigismund Freyer auf Ultimus              | 3:22               | 181                | 530                |
| 3     | Wilhelm von Hohenau auf Pretty Girl       | 3:14               | 177                | 530                |
| 3     | Ernst Deloch auf Hubertus                 | 3:42               | 172                | 530                |
| 3     | Friedrich Karl von Preußen auf Gibson Boy | 3:23               | 166                | 530                |
| 4     | Vereinigte Staaten                        | Vereinigte Staaten | Vereinigte Staaten | Vereinigte Staaten |
| 4     | Jack Montgomery auf Deceive               | 3:31               | 180                | 527                |
| 4     | Guy Henry auf Chiswell                    | 3:42               | 174                | 527                |
| 4     | Benjamin Lear auf Poppy                   | 3:36               | 173                | 527                |
| 5     | Russland                                  | Russland           | Russland           | Russland           |
| 5     | Alexander Rodsjanko auf Eros              | 3:31               | 176                | 520                |
| 5     | Michail Pleschkow auf Yvette              | 3:39,6             | 172                | 520                |
| 5     | Alexei Selichow auf Tugela                | 3:53               | 172                | 520                |
| 5     | Großfürst Dmitri Pawlowitsch auf Unité    | 3:06,8             | 169                | 520                |
| 6     | Belgien                                   | Belgien            | Belgien            | Belgien            |
| 6     | Emmanuel de Blommaert auf Clonmore        | 3:30               | 188                | 510                |
| 6     | Gaston de Trannoy auf Capricieux          | 3:44               | 162                | 510                |
| 6     | Paul Convert auf La Sioute                | 3:50,4             | 160                | 510                |